# Mircea Păcurariu
Mircea Păcurariu (* 30. Juli 1932 in Ruși; † 13. Januar 2021 in Sibiu) war ein rumänischer Geistlicher, Kirchenhistoriker und Theologe der Rumänisch-Orthodoxen Kirche.
Mircea Păcurariu studierte 1951/52 Geschichte an der Babeș-Bolyai-Universität Cluj in Cluj-Napoca. Sein Studium musste er nach einem Jahr aufgeben nach einem Verbot der kommunistischen Regierung Rumäniens. Er studierte danach Theologie am Theologischen Institut der Universität Sibiu (1952–1956) und absolvierte ein Doktoratsstudium am Theologischen Institut in Bukarest (1956–1959). Seine Dissertation beschäftigte sich mit den Verbindungen der rumänisch-orthodoxen Kirche in Siebenbürgen mit der Walachei und Moldawien.
Von 1959 bis 1961 war er Professor am Theologischen Seminar des Klosters Neamț. Anschließend war er am Theologischen Instituts der Universität in Sibiu tätig, zunächst in der Lehre für Latein und Griechisch (1961–1970), dann als außerordentlicher Professor (1970–1971) und ab 1971 als ordentlicher Professor. Von 1990 bis 1992 war er Professor an der Fakultät für orthodoxe Theologie der Universität Alexandru Ioan Cuza Iași in Iași. Von 1992 bis 2000 war er Dekan der Theologischen Fakultät „Andrei Șaguna“ an der Lucian-Blaga-Universität in Sibiu. Nach seiner Pensionierung im Jahr 2002 blieb er emeritierter Professor an derselben Fakultät. 1997 wurde er korrespondierendes Mitglied der Rumänischen Akademie; seit 2015 war er ordentliches Mitglied.
1970 empfing er die Diakonweihe, ein Jahr später die Priesterweihe der Rumänisch-Orthodoxen Kirche.
Păcurariu hat 30 Bücher geschrieben und zahlreiche wissenschaftliche Arbeiten veröffentlicht. Er wurde mit dem Stern von Rumänien (Offizier) ausgezeichnet.